# Jade Lally
Jade Lally (ur. 30 marca 1987 w Tooting) – brytyjska lekkoatletka specjalizująca się w rzucie dyskiem.
Brązowa medalistka młodzieżowych mistrzostw Europy w Kownie (2009). W następnym roku zajęła dziesiątą pozycję podczas igrzysk Wspólnoty Narodów. W 2012 odpadła w eliminacjach europejskiego czempionatu seniorów w Helsinkach. Dwa lata później zajęła trzecie miejsce w swoim drugim występie na igrzyskach Wspólnoty Narodów. W 2016 roku wystartowała w mistrzostwach Europy w Amsterdamie oraz zadebiutowała na igrzyskach olimpijskich w Rio de Janeiro, gdzie zajęła odpowiednio siódme i dwudzieste ósme miejsce (w drugich zawodach odpadła w eliminacjach konkursu olimpijskiego dyskobolek).
Wielokrotna złota medalistka mistrzostw Wielkiej Brytanii oraz reprezentantka kraju w drużynowych mistrzostwach Europy i zimowym pucharze Europy w rzutach.
Rekord życiowy: stadion – 65,10 (27 lutego 2016, Sydney); hala – 58,97 (10 marca 2012, Växjö) rekord Wielkiej Brytanii.

## Osiągnięcia
| Rok  | Impreza                                 | Miejsce        | Lokata             | Wynik | Reprezentacja |
| ---- | --------------------------------------- | -------------- | ------------------ | ----- | ------------- |
| 2009 | Młodzieżowe mistrzostwa Europy          | Kowno          | 3. miejsce         | 54,44 | GBR           |
| 2010 | Igrzyska Wspólnoty Narodów              | Nowe Delhi     | 6. miejsce         | 57,62 | ENG           |
| 2011 | Zimowy puchar Europy w rzutach          | Sofia          | 7. miejsce (gr. B) | 46,42 | GBR           |
| 2011 | Superliga drużynowych mistrzostw Europy | Sztokholm      | 8. miejsce         | 53,85 | GBR           |
| 2012 | Zimowy puchar Europy w rzutach          | Bar            | 9. miejsce         | 56,92 | GBR           |
| 2012 | Mistrzostwa Europy                      | Helsinki       | el. – 22. miejsce  | 51,75 | GBR           |
| 2013 | Superliga drużynowych mistrzostw Europy | Gateshead      | 5. miejsce         | 58,73 | GBR           |
| 2014 | Zimowy puchar Europy w rzutach          | Leiria         | 7. miejsce         | 56,79 | GBR           |
| 2014 | Superliga drużynowych mistrzostw Europy | Brunszwik      | 8. miejsce         | 53,71 | GBR           |
| 2014 | Igrzyska Wspólnoty Narodów              | Glasgow        | 3. miejsce         | 60,48 | ENG           |
| 2016 | Mistrzostwa Europy                      | Amsterdam      | 7. miejsce         | 60,29 | GBR           |
| 2016 | Igrzyska olimpijskie                    | Rio de Janeiro | el. – 28. miejsce  | 54,06 | GBR           |
| 2017 | Superliga drużynowych mistrzostw Europy | Lille          | 10. miejsce        | 54,01 | GBR           |
| 2017 | Mistrzostwa świata                      | Londyn         | el. – 18. miejsce  | 57,71 | GBR           |
| 2018 | Igrzyska Wspólnoty Narodów              | Gold Coast     | 7. miejsce         | 53,97 | ENG           |
| 2018 | Mistrzostwa Europy                      | Berlin         | 11. miejsce        | 57,33 | GBR           |
| 2022 | Mistrzostwa świata                      | Eugene         | el. – 18. miejsce  | 58,21 | GBR           |
| 2022 | Igrzyska Wspólnoty Narodów              | Birmingham     | 2. miejsce         | 58,42 | ENG           |
| 2022 | Mistrzostwa Europy                      | Monachium      | 9. miejsce         | 57,08 | GBR           |